# Raleigh Hills
Raleigh Hills és una concentració de població designada pel cens dels Estats Units a l'estat d'Oregon. Segons el cens del 2000 tenia 5.865 habitants.

## Demografia
Segons el cens del 2000, Raleigh Hills tenia 5865 habitants, 2586 habitatges, i 1561 famílies. La densitat de població era de 1.480,1 habitants per km².
Dels 2586 habitatges en un 25,6% hi vivien nens de menys de 18 anys, en un 50,8% hi vivien parelles casades, en un 6,3% dones solteres, i en un 39,6% no eren unitats familiars. En el 33,4% dels habitatges hi vivien persones soles el 12,5% de les quals corresponia a persones de 65 anys o més que vivien soles. El nombre mitjà de persones vivint en cada habitatge era de 2,26 i el nombre mitjà de persones que vivien en cada família era de 2,91.
Per edats la població es repartia de la següent manera: un 21,5% tenia menys de 18 anys, un 6,5% entre 18 i 24, un 25,6% entre 25 i 44, un 28,2% de 45 a 60 i un 18,2% 65 anys o més.
L'edat mediana era de 43 anys. Per cada 100 dones de 18 o més anys hi havia 90,4 homes.
La renda mediana per habitatge era de 60.714 $ i la renda mediana per família de 83.300 $. Els homes tenien una renda mediana de 60.186 $ mentre que les dones 34.769 $. La renda per capita de la població era de 37.839 $. Aproximadament el 5% de les famílies i el 7,4% de la població estaven per davall del llindar de pobresa.

## Poblacions més properes
El següent diagrama mostra les poblacions més properes.